# Örnsköldsviks kyrka
Örnsköldsviks kyrka är en kyrkobyggnad i tätorten Örnsköldsvik i Härnösands stift. Den är församlingskyrka i Örnsköldsviks församling.

## Kyrkobyggnaden
Kyrkan är ritad av arkitekten Gustaf Améen och invigdes den 11 december 1910, vilket var tredje söndagen i advent det året.
Över kyrkans huvudingång finns en stenrelief, föreställande Kristus, "nådenes sol, så härlig och blid", omgiven av de gamla evangelistsymbolerna: lejonet (Markus), ängeln (Matteus), örnen (Johannes) och oxen (Lukas).
Kyrkans nuvarande interiör daterar sig från en omfattande restaurering - delvis ombyggnad - under åren 1953-1955. Vid denna restaurering, som leddes av arkitekten Martin Westerberg, erhöll kyrkan ny färgsättning. Kyrkan fick också flera nya inventarier: predikstol, altarring och ljuskronor.

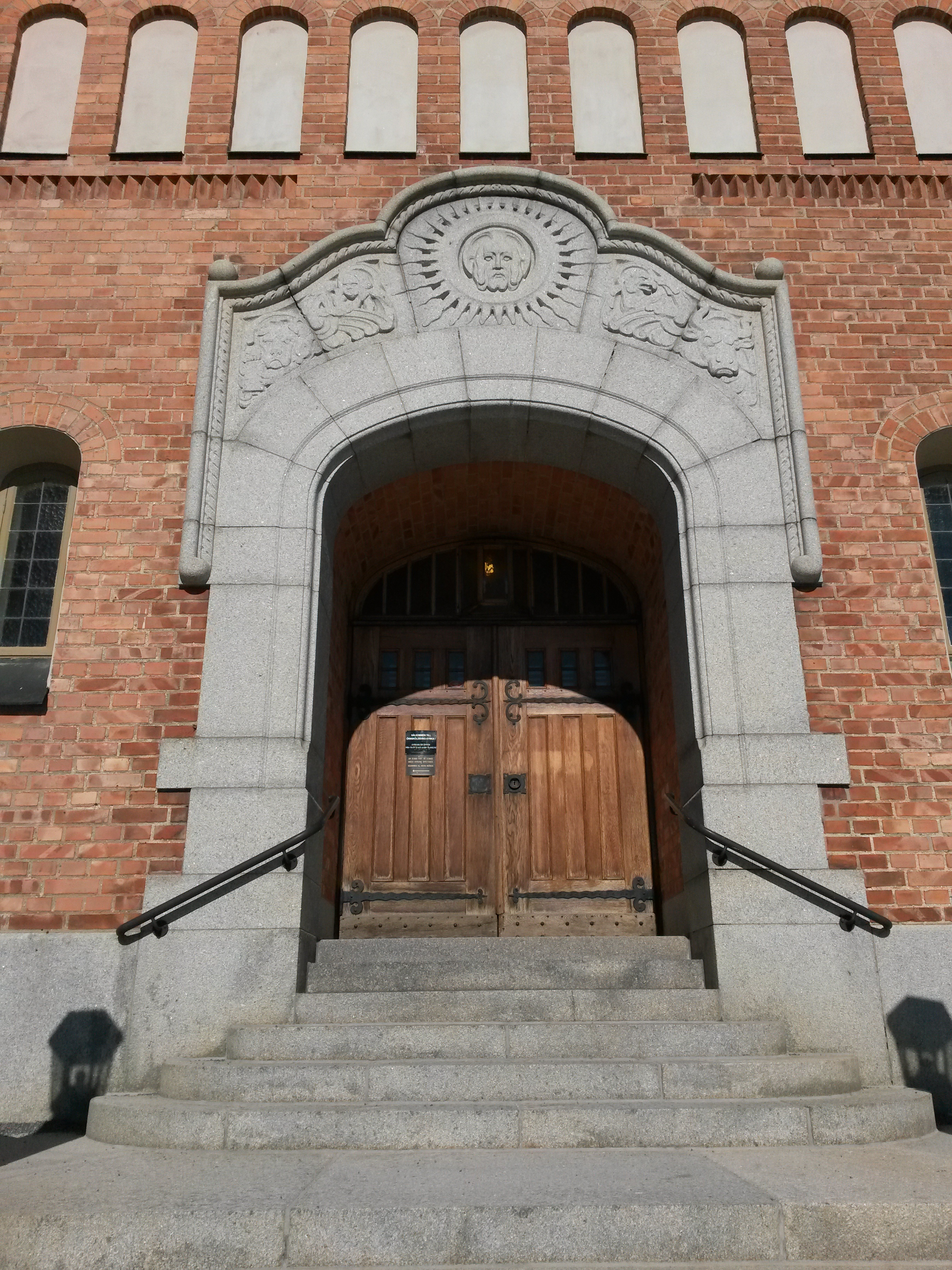
Huvudingång med relief i sten i april 2019.

## Inventarier

### Kormålningen
Vid inträdet i kyrkan fångas blicken av den ljusa kormålningen "Det stora gästabudet", utförd i al seccoteknik av Sigurd Möller. Målningen föreställer Jesu liknelse om det stora gästabudet i Luk 14:16-24.

### Altarringen
Konstnären och bildhuggaren Clarence Blum har utfört skissen till de nattvardssymboler som utgör de skulpterade fälten i altarringen: en ung kvinna bär fram säd och en yngling skördar druvor.

### Altaret
Altarbordets skiva är utförd i vit marmor. Altarkorset är förfärdigat av silversmeden Thure Jerkman. 

### Predikstolen
Predikstolen i vit ekebergsmarmor med reliefer ur Jesu lidandes och uppståndelses historia är ritad av Clarence Blum och huggen av Per Malm, känd som Carl Milles betrodde medarbetare. De huvuden som utgör de bärande pelarnas kapitäl avser att symbolisera familjen och samhället som stöder kyrkan. Duvan över predikstolen är snidad av Nils Kristofersson efter Blums anvisningar. 

### Dopfunten
Dopfunten är huggen i granit av A.F. Berg. Över dopfunten hänger ett votivskepp, vilket här liksom i många andra kyrkor längs landets kuster utgör en påminnelse om traktens nära anknytning till havet och dess näringar, men också är en gammal symbol för dopet och kyrkan, med vilkas hjälp den kristne förs i trygghet över tidens oroliga hav, mot evighetens strand. Dopplatsen hägnas av ett skrank med en skyddsängel som dekorativt motiv. 

### Undrens Kapell (Sköldska koret)
Vid kyrkans restaurering skänktes av ett antal donatorer fönsterserien "Jesu underverk", placerad i norra korsarmen. De sexton medaljongerna målades av professor Otte Sköld. År 1972 utfördes en mindre restaurering. Då omändrades den norra korsarmen till ett mindre kapell. Det kallas ofta för "Sköldska koret" eftersom fönstren där upptar de ovan nämnda medaljongmålningarna av Jesu underverk.
De sexton medaljongernas motiv är från vänster räknat:
- I
  - Jesus uppväcker Lasarus (Joh 11:1-27)
  - Jesus går på vattnet (Matt 14:22-23)
  - Jesus uppväcker Jairi dotter (Mark 5:21-43)
  - Jesus botar kvinnan med blodgång, som rör vid hörntofsen på hans mantel (Mark 5:25-34)
- II
  - Jesus botar allehanda sjuka (Matt 8:16
  - Jesus botar på sabbaten en man med en förvissnad hand (Mark 3:1-5
  - Jesus botar på faderns bön en månadsrasande gosse (Matt 17:13-20)
  - En ängel rör med sin hand upp vattnet i Betesda damm, där Jesus botar en man som varit sjuk i 38 år (Joh 5:1-14)
- III
  - Jesus uppväcker änkans son i Nain (Luk 7:11-17)
  - Jesus stillar stormen (Matt 8:23-27)
  - Jesus botar en lam i Kapernaums synagoga (Mark 2:1-12)
  - Jesus bespisar 5000 män med fem kornbröd och två fiskar (Joh 6:1-15)
- IV
  - Jesus betalar tempelskatten med en slant som Petrus funnit i fiskens mun (Matt 17:24-27)
  - Jesus botar två blinda (Matt 9:27-31)
  - Jesus botar två besatta (Matt 8:28-34)
  - Jesus förvandlar vatten till vin vid bröllopet i Kana (Joh 2:1-11)

### Fönstertriptyken
I södra korsarmens fönster sitter en fönstertriptyken "Kristi förklaring", målad av Torsten Nordberg 1936. 

### Orgel
Kyrkans stora orgel är byggd av Olof Hammarberg från Göteborg och har 42 stämmor. Kororgeln som byggdes 1996 av Johannes Menzel från Härnösand har 16 stämmor och 21 växelregister fördelat på två manualer. Den invigdes den 15 december 1996.

### Interiörbilder

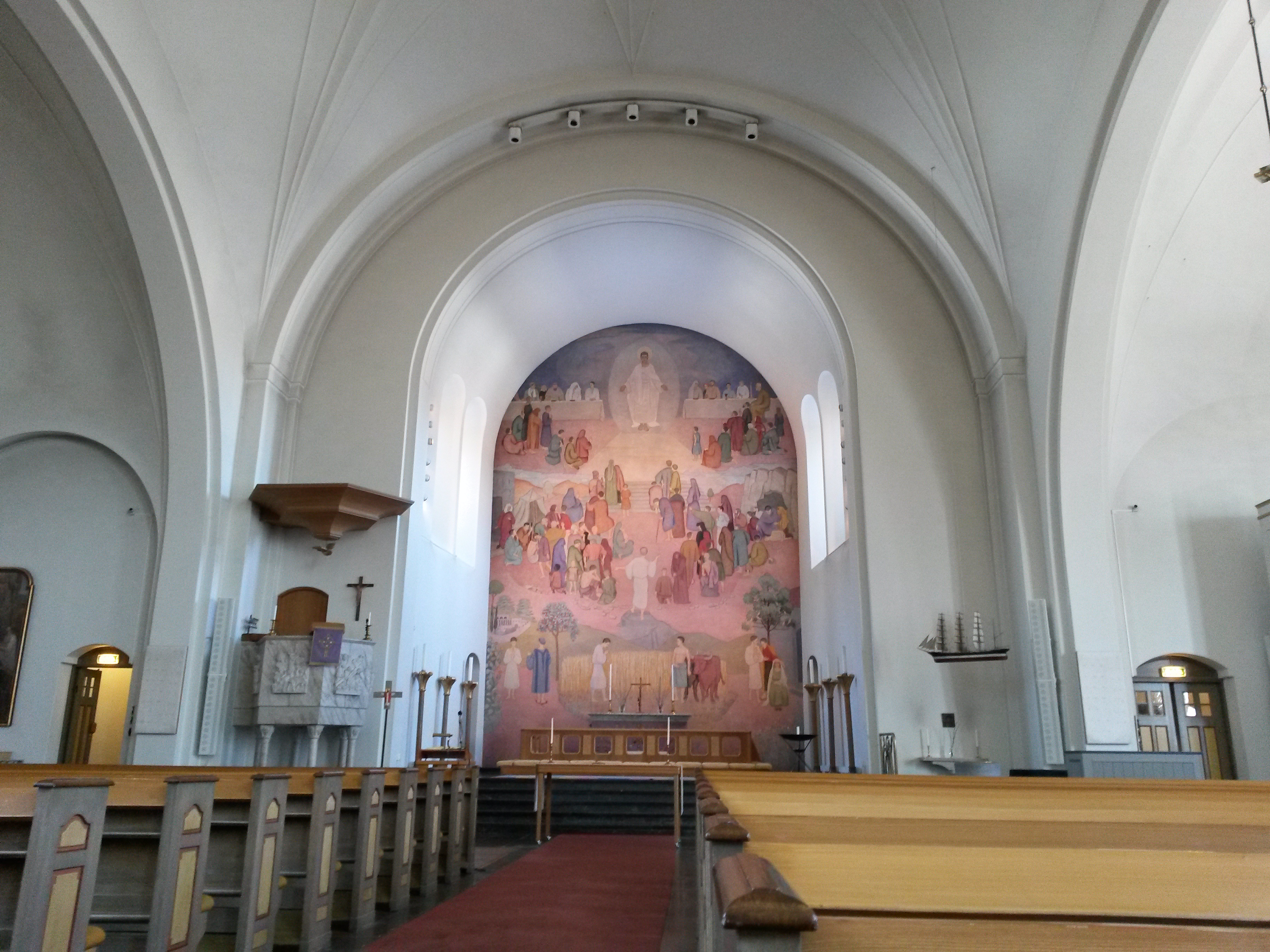
Kyrkorummet med kormålningen
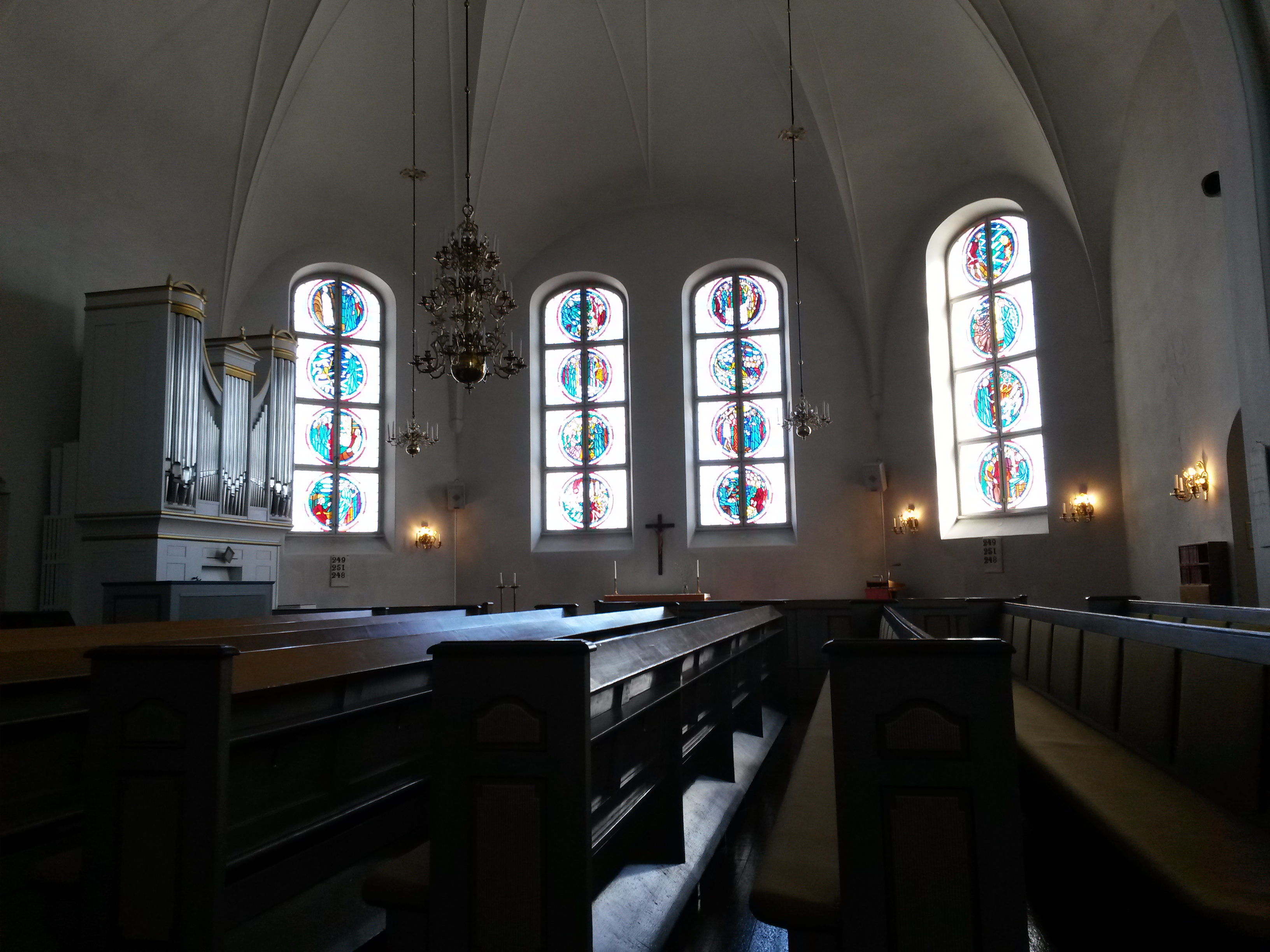
Sköldska koret med kororgeln i norra korsarmen
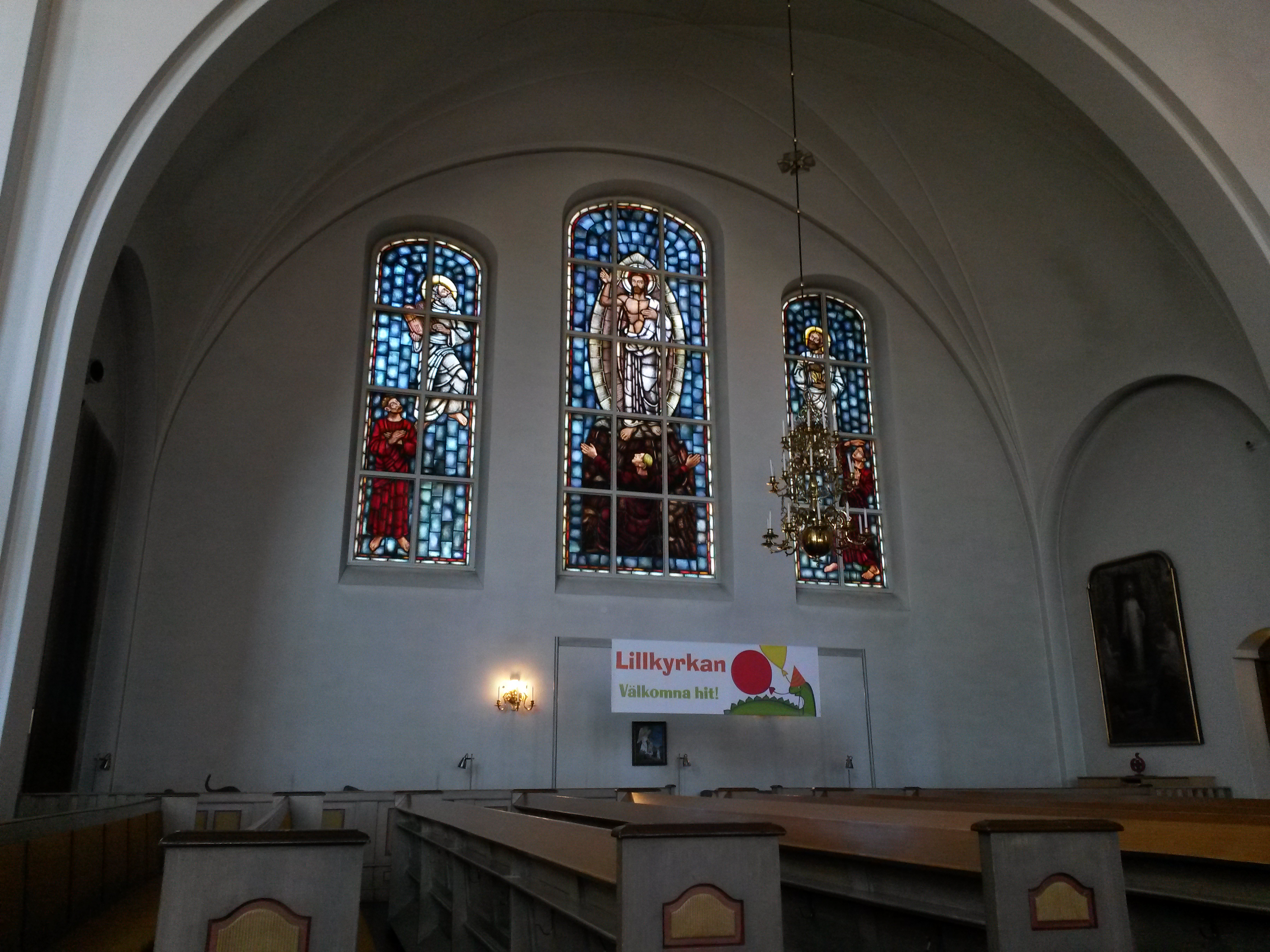
Fönstertriptyken i södra korsarmen
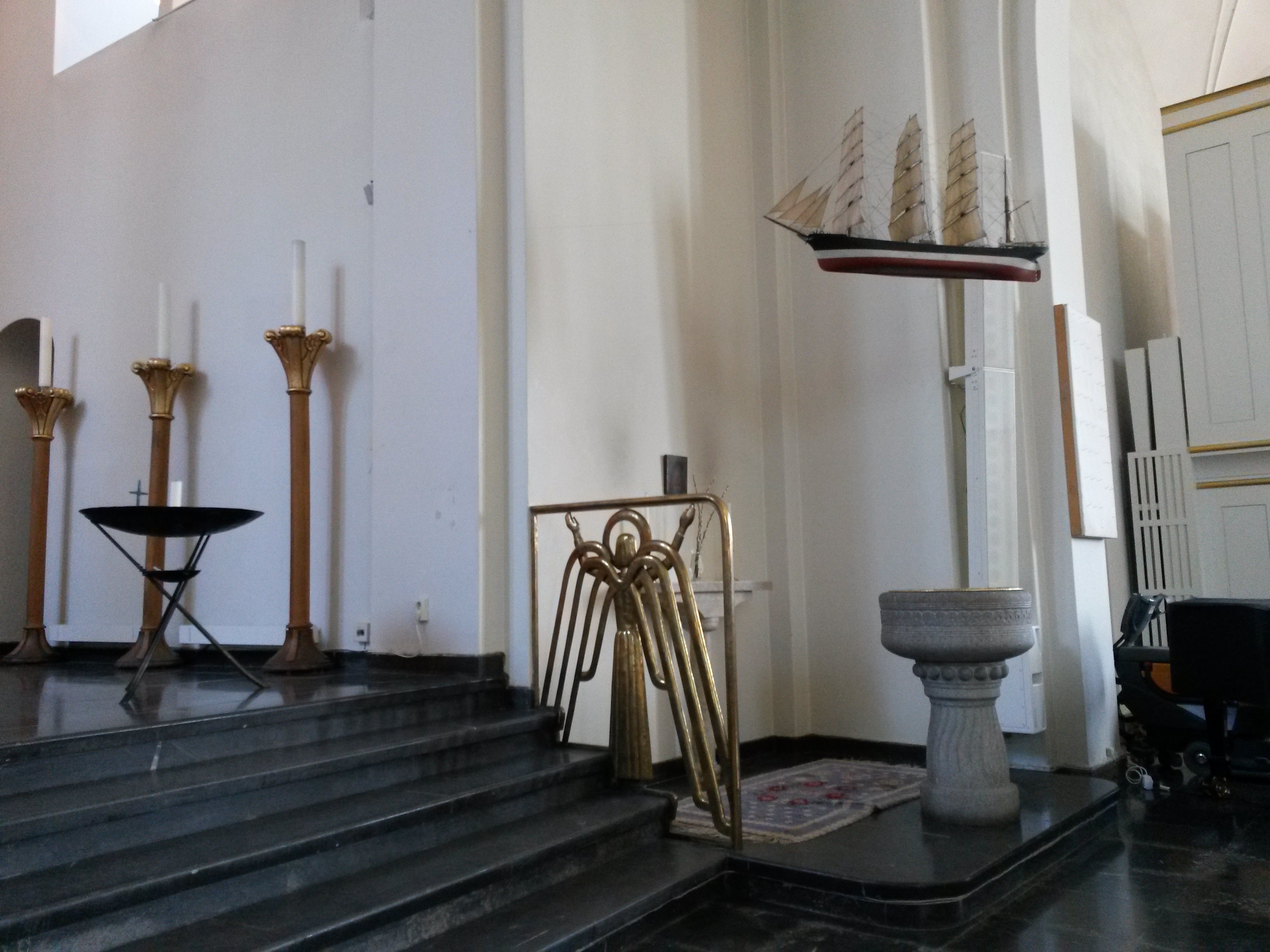
Dopplatsen med skranket, dopfunten och votivskeppet
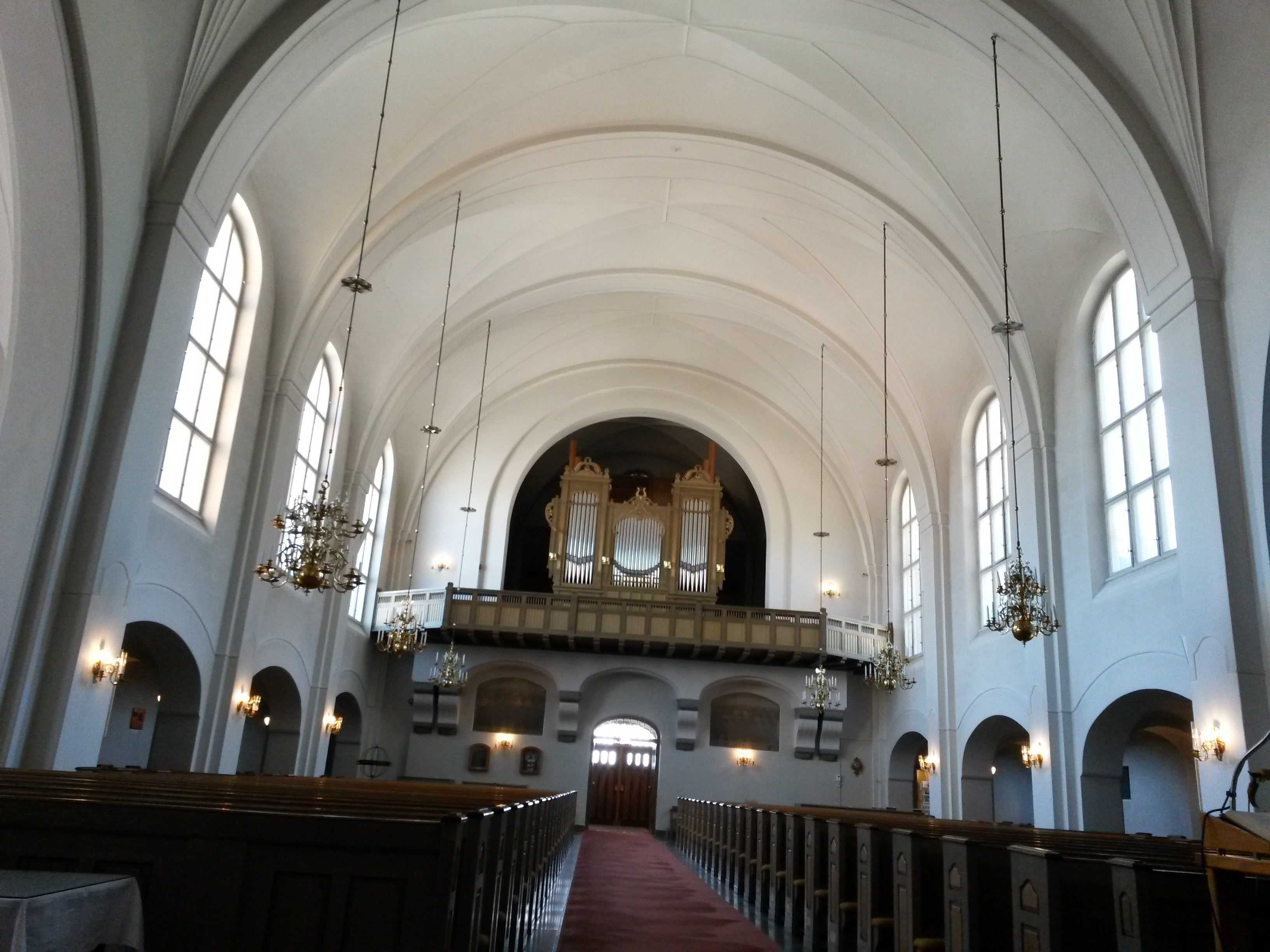
Kyrkorummet med orgeln
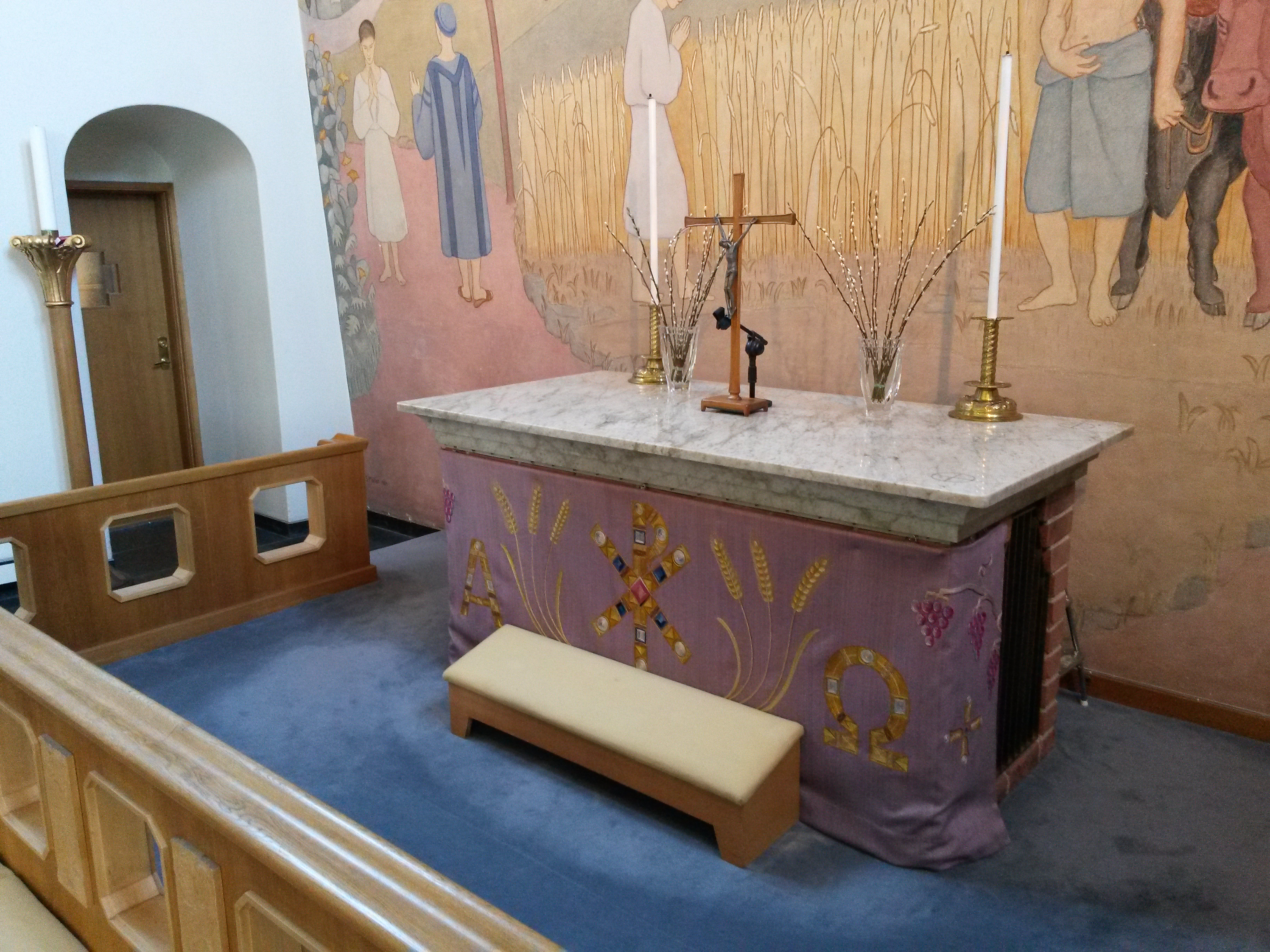
Altaret

## Kyrkklockor
Tre klockor kallar från kyrkans torn till gudstjänst, ringer ut arbetsvecka och ringer in till helg, samt manar till högtid. Storklockans vikt är 1 650 kg, mellanklockans 1 400 kg och lillklockans 850 kg. Tonerna är i ordningsföljd: Ciss, Ess och F.

## Kryptan
I planet under "Undrens kapell" finns ett gravkapell. Det smyckas av en målning föreställande den tvivlande Tomas och hans möte med den uppståndne. Målningen är gjord av Gustaf Strandberg. 